# خانه‌تکانی (فیلم ۱۹۲۵)
خانه‌تکانی (انگلیسی: Cleaning Up) یک فیلم کوتاه کمدی به کارگردان راسکو آرباکل است که در سال ۱۹۲۵ منتشر شد.

## گزیدهٔ بازیگران
- جانی آرتور
- جرج دیویس